# الکساندر پوشتوف
الکساندر پوشتوف (استونیایی: Aleksandr Pushtov؛ زادهٔ ۹ مارس ۱۹۶۴) بازیکن سابق و مربی فوتبال اهل استونی است.
وی همچنین در تیم ملی فوتبال استونی بازی کرده‌است.